# Infrarot-Reflexions-Absorptions-Spektroskopie
Die Infrarot-Reflexions-Absorptions-Spektroskopie (IRRAS) ist eine Probentechnik der Infrarotspektroskopie für die zerstörungsfreie Untersuchung von dünnen Schichten und auf Oberflächen adsorbierten Molekülen. Sie stellt eine Mischform der Transmissions- und der Reflexionsinfrarotspektroskopie dar und wird daher (vor allem für dickere Proben) auch als Transflexion  bezeichnet.
Neben IRRAS werden noch weitere Bezeichnungen synonym für diese Technik genutzt. So findet man die Abkürzung IRAS oder abgewandelte Formen, bei denen die Reihenfolge der Wortteile variiert wird (IRAS, RAIR, RAIRS, RAS usw.) oder darauf hingewiesen wird, dass ein Fourier-Transform-Infrarotspektrometer (FTIR-Spektrometer) eingesetzt wird (FT-IRRAS, FT-IRAS, FTIR/RA usw.) oder es sich um eine externe (äußere) Reflexion (IR-ERS, ERIR usw.; im Unterschied zur internen Reflexion, wie sie bei der ATR-Spektroskopie eingesetzt wird) oder streifenden Einfall handelt (GIR, G steht für engl. grazing = ‚streifend‘). Auch wenn die in englischsprachigen Publikationen anzutreffende Abkürzung RAIRS (englisch reflection–absorption infrared spectroscopy) von der International Union of Pure and Applied Chemistry (IUPAC) empfohlen wird, soll in diesem Artikel die im deutschen Fachpublikationen häufiger verwendete Abkürzung IRRAS genutzt werden.

## Hintergrund
Die am häufigsten verwendete Technik bei der infrarotspektroskopische Untersuchungen von Proben ist die Messung in Transmission. Dabei wird eine Probe mit infrarotem Licht durchstrahlt. Das erhaltene Spektrum kann mit einem Referenzspektrum verglichen werden, und man erhält entweder ein in Transmission oder in Absorption dargestelltes Spektrum (man spricht von Transmissions- bzw. Absorptionsspektrum), das in Form von einfachen Intensitätsverläufen Informationen zu den Absorptionszentren der Probe beinhaltet. Dabei ist der Transmissionsgrad direkt proportional zur durchstrahlten Stoffmenge (ergibt sich aus Konzentration und Dicke der Probe).
Da bei der Durchstrahlung eine allgemeine Schwächung der Strahlungsintensität erfolgt, ist die Transmissionstechnik begrenzt auf transparente und schwach bis mittelstark absorbierende Materialien, da andernfalls nicht genug Infrarotlicht den Detektor erreicht.
Für die Messung „schwierigerer“ Proben, beispielsweise stark absorbierende Proben, müssen andere Probentechniken genutzt werden, wie die Messung der Probe in (gerichteter, äußerer) Reflexion. Reine Reflexionsspektren unterscheiden sich in ihrer Gestalt jedoch deutlich von den Transmissionsspektren. Sie zeigen im Bereich der Absorptionszentren komplexe Intensitätsverläufe, die vergleichbar sind mit Polstellen. Die Umrechnung zwischen Reflexions- und Transmissionsspektren ist mittels der Kramers-Kronig-Transformation möglich. Für einen direkten Vergleich der Spektren, beispielsweise für die Bestimmung einer Substanz durch eine Datenbankrecherche, eignen sich diese umgerechneten Spektren nur selten.

## Funktionsweise

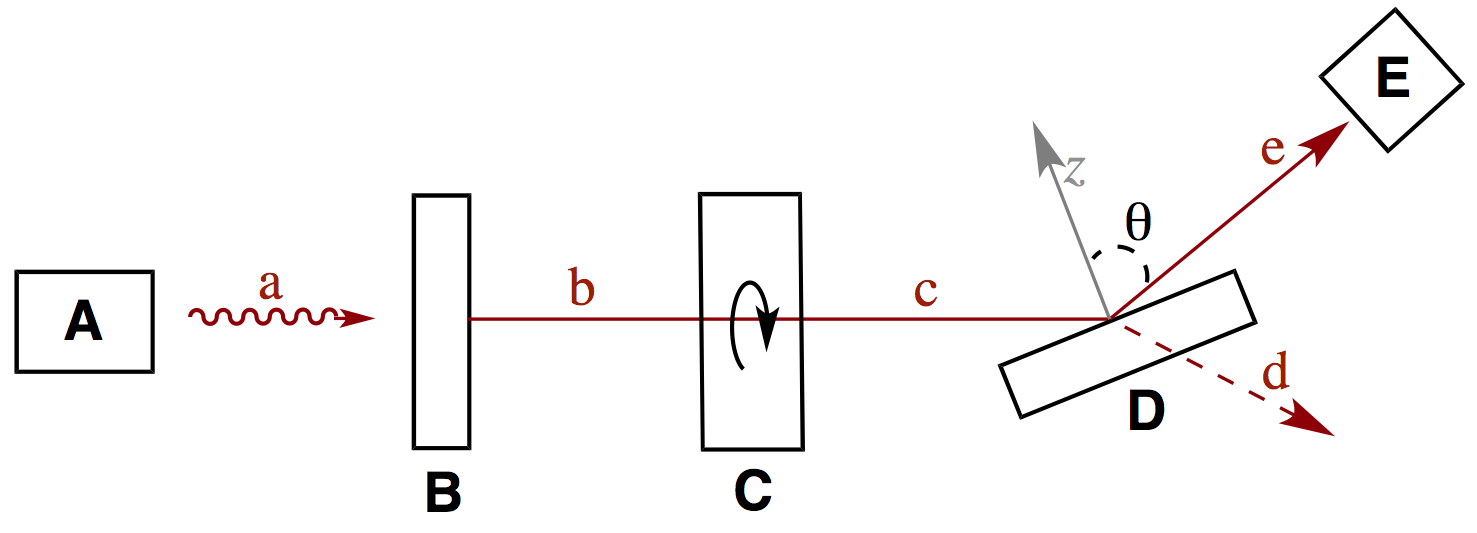
Prinzip eines PM-IRRAS-Instruments: A) Infrarot-Strahler; B) Polarisator; C) Phasenmodulator; D) Probe; E) Detektor; a) Roh-IR-Strahl; b) polarisierter IR-Strahl; c) phasenmodulierter IR-Strahl; d) gebrochener Strahl; e) reflektierter IR-Strahl; θ) Einfallswinkel. Spiegel wurden aus Gründen der Übersichtlichkeit weggelassen.

IRRAS ist eine Kombination aus Transmissions- und Reflexionsmessung, bei der eine dünne Schicht oder ein Adsorbat auf einem spiegelnden, häufig metallischen Substrat gemessen wird, in dem die Infrarotstrahlung an dem Substrat reflektiert und dabei die Probenschicht zweimal durchstrahlt wird. Der dabei auftretenden zweifache Probendurchlauf und das damit verbundene größere Absorptionssignal ist ein Nebeneffekt dieser Technik.
In Abhängigkeit von der Probe (Absorptionsgrad und Schichtdicke) ist es günstig, den Einfallswinkel anzupassen. Für 0,5–20 µm dicke Schichten liegt der Einfallswinkel meist zwischen 10° und 60°. Schichten im Bereich weniger Nanometer lassen sich hingegen am besten unter streifenden Einfall (Einfallswinkel größer als 80°) messen.
Wenn die Schichtdicke der zu untersuchenden Substanzen im Bereich von wenigen Nanometer liegt, ist bei der IRRA-Spektroskopie in der Regel der Einsatz von sehr empfindlichen Halbleiterdetektoren (meist sogenannte MCT-Detektoren, von englisch mercury cadmium telluride, dt. Quecksilber-Cadmium-Tellurid) notwendig.

Funktionsprinzip der PM-IRRAS am Beispiel von adsorbiertem Kohlenstoffmonoxid an einer Metalloberfläche. Die senkrecht zur Oberfläche schwingende C-O-Gruppe kann dabei nur mit p-polarisierter Strahlung wechselwirken.

Die IRRAS-Technik kann auch mit polarisierter Strahlung eingesetzt werden. Vorteilhaft hierbei ist die Tatsache, dass senkrecht zur Einfallsebene linear polarisierte Infrarotstrahlung im Bereich der Grenzfläche des metallischen Substrats eine verschwindend geringe Feldstärke aufweist und quasi nicht mit den Dipolen einer an der Oberfläche adsorbierten Substanz wechselwirkt. Wird die Probe nun abwechselnd mit senkrecht und parallel linear polarisierter Strahlung bestrahlt (beispielsweise durch den Einsatz eines photoelastischen Modulators), zeigt sich im Spektrum ein Wechsel aus Referenzspektrum ohne Adsorbat (senkrecht polarisiert) und dem Spektrum mit Adsorbat (parallel polarisiert). Durch die zeitnahe Aufnahme von Referenz- und Probenspektrum lassen sich so Störungen durch Kohlendioxid (CO2) oder Wasserdampf (H2O) aus dem Strahlweg leicht minimieren. Das Spektrum des Adsorbat zeigt jedoch nur Wechselwirkungen mit Dipolen parallel zur Einfallsebene, da nur diese mit der parallel polarisierten Strahlung wechselwirken. Damit der Unterschied zwischen diesen beiden Zuständen deutlich hervortritt, wird die Probe unter streifendem Einfall (ca. 80°) gemessen. Mit dieser polarisationsmodulierte Infrarot-Reflexions-Absorptions-Spektroskopie (PM-IRRAS) genannten Technik lässt sich auf relativ einfache Art und Weise die Adsorption von Substanzen untersuchen.

## Vor- und Nachteile
Im Vergleich zu Reflexionsspektren haben IRRA-Spektren eine größere Ähnlichkeit mit Transmissionsspektren, auch wenn beide nur eingeschränkt vergleichbar sind (siehe Interferenzeffekte). Dies ist in der Praxis ein Vorteil, denn die Messung in Transmission war lange Zeit die dominierende Probentechnik, für die umfangreichere Spektrenkataloge und -datenbanken existieren als für andere Probentechniken wie Reflexion oder IRRAS. Durch die relativ gute Vergleichbarkeit mit „Transmissionsspektren“ sind diese Datenbanken auch für die IRRAS-Technik nutzbar.
Bei Schichtdicken unter der eingesetzten Wellenlänge kann es wie bei Transmissionsmessungen zur Ausbildung von stehenden Wellen und Dünnschichtinterferenzeffekten kommen, die eine Spektrenauswertung beeinflussen, stark erschweren oder unmöglich machen. Diese Effekte sind durch die starke Reflexion der metallischen Schicht ungleich größer als bei Transmissionsmessungen. Bei dünneren Schichtdicken (unterhalb von einem Viertel der Wellenlänge) gilt das Lambert-Beer-Gesetz nicht mehr. Das heißt, die Transmission/Absorption ist nicht mehr nur abhängig vom Absorptionskoeffizient und der Schicht Dicke, sondern auch von Feldvariationen in der Nähe der reflektierenden, metallischen Oberfläche.
Wie bereits beschrieben kann dies ausgenutzt werden um eine Sub-Monolagen-Sensitivität zu erreichen, die im günstigsten Fall die Charakterisierung von Schichten kleiner 10−4 Monolagen ermöglicht.
Des Weiteren erhöht der Einsatz von polarisationsabhängigen Messungen die Komplexität die Untersuchung, zumal sie winkelabhängig sind. Dies kann für schnelle Standarduntersuchungen nachteilig sein, ermöglicht aber auch genauer Analysen bestimmte Vorgänge. Für dickere Schichten werden die Abweichungen vom Lambert-Beer-Gesetz zunehmend stärker. Neben Änderungen der relativen Peak-Intensitäten, kommt es erst zu Peakverschiebungen, bevor durch die Interferenzeffekte schließlich zusätzliche Peaks auftreten können. Prinzipiell ist eine Korrektur dieser Effekte möglich.

## Anwendung
IRRAS wurde erstmals Ende der 1960er Jahre von Robert G. Greenler bei der Untersuchung organischer Schichten auf metallischen Spiegeln angewendet, dabei beschäftigte er sich auch mit dem theoretischen Hintergrund dieser Messtechnik. Seitdem wurde die IRRAS-Technik in vielen Bereichen verbessert. Vor allem aber hat die Verbesserung des Signal-Rausch-Verhältnisses der Infrarotspektrometer dazu beigetragen, dass IRRAS heute vielfältig zur Untersuchung von dünnen Schichten auf und Oberflächenreaktionen an glatten, meist metallischen Oberflächen eingesetzt wird; sowohl Metall-Gas- als auch Metall-Flüssigkeit-Grenzflächen.
Typische Anwendungen sind die Charakterisierung von adsorbierten Substanzen an Metalloberflächen, deren Veränderung und die Reaktionskinetik, beispielsweise für Kohlenmonoxid (CO). Auch die Analyse von katalytischen Reaktionen oder Elektrode-Elektrolyt-Grenzflächen werden häufig mittels IRRAS durchgeführt, genauso wie die Untersuchung von dünnen, dielektrischen Schichten in der Halbleitertechnik.